# بنتيوم دي
معالج INTEL pentium D هو معالج مزود بتقنية معالج متعدد اللب مما يجعله أسرع من المعالجات العادية وأكثر قدرة منها على معالجة البيانات كما يوجد العديد من المعالجات المزودة بتقنية الDual Core.

## روابط خارجية
ويمكنك التعرف على مزيد من المعالجات ثنائية النواة من نوع pentium D بدخولك إلى الرابط التالي 